# Esporte Clube Vitória (basquetebol masculino)
O Vitória Basquete é uma equipe profissional brasileira de basquete masculino do Esporte Clube Vitória (ECV), sediado na cidade de Salvador, Bahia.

## História
Na década de 1940, o Vitória era conhecido como "Academia", devido à refinada técnica dos seus atletas no basquetebol. Tempos depois atuou sob o nome de Vitória/Faculdade 2 de Julho (em parceria com a baiana Faculdade 2 de Julho), sempre com times competitivos, senão ganhando os campeonatos, ficando entre os primeiros.

### Parceria com a UNIVERSO e entrada no NBB
Em meados de 2015, o EC Vitória firmou parceria com a Associação Salgado de Oliveira de Educação e Cultura, da Universidade Salgado de Oliveira (UNIVERSO). Esta detinha a vaga na competição da elite do basquetebol brasileiro, o Novo Basquete Brasil (NBB), e buscava novo parceiro em razão de problemas financeiros com a equipe do Unitri/Uberlândia. Assim, sucedeu o time de Uberlândia no NBB. Firmada a parceria, a equipe assumiu a designação de Universo/Vitória. A estreia ocorreu na temporada 2015–16 do NBB com mando de jogo no Ginásio Poliesportivo de Cajazeiras, na capital baiana.
O Universo/Vitória foi o primeiro representante do estado da Bahia no NBB e o segundo do Nordeste, após o Basquete Cearense. A mudança foi repentina e um elenco completamente novo foi formado. No primeiro ano no NBB, a equipe chegou à segunda fase da competição, que foi eliminatória (playoffs). E na temporada seguinte (2016–2017), conseguiu a terceira colocação e a classificação para a Liga Sul-Americana de Basquete de 2017. Na terceira temporada, chegou às eliminatórias dos playoffs, mas foi derrotado pelo Minas Tênis Clube na série de cinco partidas nas oitavas de final do NBB 2017–2018.
Após o fim da terceira temporada, problemas na parceria foram evidenciados. O presidente do Vitória, Ricardo David, em entrevista à Rádio Metrópole em abril de 2018 afirmou priorizar o futebol profissional e indisposição em financiar atividades da equipe de basquete, exigindo "auto-sustentação" para a modalidade. Em entrevista posterior, o superintendente da equipe de basquete, Marcelo Falcão, afirmou que recebeu comunicado encerramento dos contratos dos jogadores e da comissão técnica de basquete. Ao demonstrar sua chateação com a situação, revelou a existência de dívida em atraso do ECV com a UNIVERSO. A dívida foi fruto de acordo feito após a temporada 2016–2017, em que o ECV contribuiria financeiramente com repasses mensais (como um aluguel), mas as duas últimas parcelas não foram pagas pela gestão do presidente Agenor Gordilho e a gestão do sucessor Ricardo David também não quitou e propôs a renegociação da dívida. Em entrevista ao jornal Correio, o treinador Régis Marrelli anunciou que todos os jogadores e membros da comissão técnica foram chamados para dar baixa na carteira de trabalho. Com a equipe dispensada e liberada para acertar contratos com outros, Régis Marrelli foi contratado pelo Paulistano e o armador Kenny Dawkins fez publicação em perfil seu em rede social em tom de despedida. Petições e cartas abertas dirigidas ao ECV e favoráveis à continuação foram lançadas por torcedores, mas a parceria foi encerrada.

### Retomada
Após o encerramento das atividades do Vitória no basquete na temporada 2016–2017, o clube as retomou em maio de 2022. Em junho a equipe venceu todas as cinco partidas da etapa baiana do Liga Nordeste de Basquete e depois, em julho, venceu a final da Liga na final contra o Sport com o placar de 76 a 63. Esse título rendeu ao Vitória uma vaga na segunda divisão do basquetebol masculino brasileiro.

## Títulos
A tabela abaixo resume os títulos da equipe no basquete masculino em competições regionais (disputadas no âmbito do Nordeste do Brasil) e estaduais (disputadas na Bahia). Os títulos conquistados invictamente estão sinalizados com uma estrela (★).
| REGIONAIS | REGIONAIS                          | REGIONAIS | REGIONAIS                                                  | REGIONAIS |
|           | Competição                         | Títulos   | Temporadas                                                 |           |
| --------- | ---------------------------------- | --------- | ---------------------------------------------------------- | --------- |
|           | Copa Brasil-Nordeste de Basquete   | 1         | 2015                                                       |           |
|           | Campeonato do Nordeste de Basquete | 1         | 2015                                                       |           |
|           | Liga do Nordeste de Basquete       | 1         | 2022★                                                      |           |
| ESTADUAIS |                                    |           |                                                            |           |
|           | Competição                         | Títulos   | Temporadas                                                 |           |
| Bahia     | Campeonato Baiano de Basquete      | 9         | 2005★, 2012★, 2013★, 2016★, 2017★, 2018★,2022, 2023 e 2024 |           |
| Bahia     | Copa Verão Vivo de Basquete        | 1         | 2012-13                                                    |           |
| Bahia     | Taça Capital                       | 3         | 2012★, 2013★ e 2016★                                       |           |
| Bahia     | Etapa Baiana da Liga do Nordeste   | 1         | 2022★                                                      |           |

## Temporadas
¹: Em parceria com a Universo (dona da vaga no NBB).